# Joshua (Händel)
Joshua (HWV 64) ist ein Oratorium in drei Teilen von Georg Friedrich Händel.

## Entstehung
Händel begann mit der Komposition am 19. Juli 1747, also rund zwei Wochen nach Beendigung des Alexander Balus. Er schloss den ersten Teil am 30. Juli, den zweiten am 8. August, den dritten am 18. August ab.
Die Uraufführung fand am 9. März 1748 im Theatre Royal in Covent Garden statt. Für diese Aufführung wurde als Zwischenaktmusik ein neues Konzert angekündigt, wahrscheinlich das Concerto a due cori B-Dur (HWV 332). Das Oratorium entwickelte sich bald zu Händels erfolgreichstem und wurde 1752 und 1754 wiederholt. Auch 1754 in Salisbury und 1756 in Oxford kam es zu weiteren Aufführungen.

## Libretto
Als Librettist wird Thomas Morell vermutet, der die Texte zu Händels vorhergehenden Oratorien Judas Maccabaeus und Alexander Balus geliefert hatte. Das Libretto basiert auf dem Buch Josua (Jos 1-11 und Jos 14-15).

## Personen
Die Besetzung wurde bei der Uraufführung von folgenden Sängern gesungen:
- Joshua (Josua): Thomas Lowe (Tenor)
- Caleb (Kaleb): Henry Theodore Reinhold (Bass)
- Othniel: Caterina Galli (Sopran)
- Achsa, Kalebs Tochter: Domenica Casarini (Sopran)
- Ein Engel (Sopran)

## Handlung

### Erster Akt
Die Israeliten danken für die Eroberung Kanaans. Kaleb schmeichelt Josuas Mut und seiner Weisheit. Achsa stimmt besinnlichere Töne an und erinnert an die Knechtschaft in Ägypten. Josua befiehlt Kaleb, für kommende Generationen in Gilgal ein Denkmal an die Flucht durch das Rote Meer zu errichten. Ein Engel erscheint und befiehlt, Jericho zu erobern und den tyrannischen König mit den Götzendienern zu töten.
Othniel und Achsa erfreuen sich des gelobten Landes und bekundigen einander ihre Liebe. Schließlich ruft die Trompete zum Krieg.

### Zweiter Akt
Am siebten Tag der Belagerung Jerichos lässt Josua die Bundeslade um die Stadt tragen. Dann wird die Stadt endgültig erobert, Paläste und Tempel in Brand gesetzt. Die Israeliten danken abermals und feiern das Pessachfest.
Doch das Glück ist nicht von Dauer: von den Siegen übermütig geworden, hat eine Truppe, die Ais erobern sollte, die gegnerische Stärke unterschätzt und ist geschlagen worden. Die Israeliten trauern, werden aber von Josua wieder aufgestachelt. Othniel will sich eine Pause vom Krieg gönnen und mit Achsa herumturteln. Als Kaleb dies entdeckt, ist er erbost und erinnert Othniel daran, dass Israel ein Bündnis mit Gibeon zu erfüllen habe, das von König Adoni-Zedeck von Jerusalem bedroht wird. Um die Schlacht in den Abend fortzusetzen zu können, heißt Josua die Sonne über Gibeon stillzustehen.

### Dritter Akt
Die Israeliten preisen Josua, der nun die Häupter Israels versammeln lässt, um das eroberte Land aufzuteilen. Kaleb beansprucht Hebron und erhält es. Er verspricht demjenigen die Hand seiner Tochter, der die Stadt Debir erobern werde. Othniel erfüllt den Auftrag und wird als Held empfangen. Nachdem er seinen Lohn empfangen hat, preisen er und Achsa einander ihre Vorzüge. Das Oratorium schließt mit einem Lobgesang auf Jehova.